# ARFU Asian Rugby Championship 1998
L'Asian Rugby Championship 1998 (in inglese 1998 ARFU Asian Rugby Championship) fu il 16º campionato asiatico di rugby a 15 organizzato dall'ARFU, organismo continentale di governo della disciplina.
Si tenne tra il 24 e il 31 ottobre 1998 a Singapore e vide la riconferma di campione continentale del Giappone, al suo dodicesimo titolo assoluto.
Tale edizione di torneo servì anche come qualificazione alla Coppa del Mondo di rugby 1999 che si tenne l'anno successivo in Galles.
Alla fase finale del torneo, che per la prima volta ebbe un name sponsor, la filiale singaporeana della banca britannica Standard Chartered, accedettero 10 squadre, assegnate rispettivamente alla prima divisione (che assegnava il titolo di campione asiatico e la qualificazione al torneo mondiale) e una seconda divisione (che assegnava la promozione in prima divisione per l'edizione successiva).
Al fine di assegnare le squadre alle divisioni fu tenuto un torneo preliminare che vide la vittoria di Taipei cinese, ammessa così alla prima divisione insieme alle già qualificate Corea del Sud, Giappone e Hong Kong.
L'esigenza di procedere a tale ripartizione faceva seguito alla necessità di ristrutturare la competizione dopo la rinuncia al torneo del 1996 di Singapore per impossibilità di schierare una squadra competitiva, che due anni prima si era presentata al campionato senza neppure un commissario tecnico.
Il torneo di prima divisione si tenne con la formula del girone all'italiana di sola andata, e fu vinto dal Giappone che si laureò campione asiatico per la dodicesima volta e accedette direttamente alla Coppa del Mondo; la Corea del Sud, seconda classificata, accedette invece ai ripescaggi interzona.
Nella seconda divisione, di rilievo furono l'esordio in una competizione internazionale della Cina, il cui governo aveva da un anno assunto sovranità su Hong Kong benché quest'ultima avesse mantenuto la propria federazione e la propria rappresentativa nazionale, e quello assoluto dell'India, che contro Singapore disputò il primo test match della sua storia, venendo sconfitta 0-85.

## Squadre partecipanti
| Divisione 1   | Divisione 2 | Divisione 2 |
| Divisione 1   | Girone A    | Girone B    |
| ------------- | ----------- | ----------- |
| Corea del Sud | Cina        | India       |
| Giappone      | Malaysia    | Singapore   |
| Hong Kong     | Sri Lanka   | Thailandia  |
| Taipei cinese |             |             |

## Divisione 1
| Arbitro: | Pablo DeLuca |

|                    |      |          |
| Ho Tseng (2) Chang | mt   | McIntosh |
| Kuo (2)            | tr   | Bredbury |
| Kuo (2)            | c.p. |          |

| Arbitro: | Andy Cole |

|                                                            |    |                          |
| Nakamura 11’ Masuho 40’ Watanabe 50’, 76’ Matsuda 59’, 72’ | mt | 3’ Park 22’ Kim Jae sung |
| Hirose 11’, 40’, 50’, 72’, 76’                             | tr | 22’ Kim Jae sung         |

| Arbitro: | Santiago Borsani |

| |      |                      |
| Masuho 6’, 7’, 40’, 48’, 55’ K. Nakamura 11’, 14’, 37’ Sakuraba 18’ Matsuda 22’ Tuidraki 28’, 43’, 45’ Sawaki 32’ Kurokawa 53’ McCormick 58’ Yastuhashi 66’, 69’, 79’ Tanuma 77’ | mt   |                      |
| Hirose 6’, 7’, 11’, 14’, 18’, 22’, 28’, 32’, 37’, 40’ Sawaki 45’, 53’, 55’, 58’, 66’, 69’, 79’                                                                                   | tr   |                      |
| | c.p. | 3’, 26’ Kou Shan Pen |

| Arbitro: | Stuart Dickinson |

|                  |      |          |
| Bowden Solomon   | mt   | Park     |
| Bredbury Tu’ivai | tr   |          |
| Tu’ivai (2)      | c.p. | Sung (2) |

| Arbitro: | Wayne Erikson |

|            |    |                                                |
| Ho Lin (2) | mt | Kang (2) Kim HK Kim JH (2) Lee JW (5) Lim Park |
| Huang (3)  | tr | Kim JH (2) Kim JS (6)                          |

| Arbitro: | Ian Hyde-Lay |

|                                                                     |    |            |
| Masuho 4’, 13’ Ōhata 10’, 63’ Hirose 43’ Motoki 54’ M. Nakamura 61’ | mt | 79’ Wigley |
| Hirose 4’, 10’, 13’, 43’, 54’, 61’                                  | tr | 79’ Wigley |

### Classifica
|  | Squadra       | G | V | N | P | P+  | P-  | diff. | PT |
|  | ------------- | - | - | - | - | --- | --- | ----- | -- |
|  | Giappone      | 3 | 3 | 0 | 0 | 221 | 25  | 196   | 6  |
|  | Corea del Sud | 3 | 1 | 0 | 2 | 104 | 81  | 23    | 2  |
|  | Hong Kong     | 3 | 1 | 0 | 2 | 39  | 88  | -49   | 2  |
|  | Taipei cinese | 3 | 1 | 0 | 2 | 57  | 227 | -170  | 2  |

## Divisione 2

### Girone A
| Data            | Incontro             | Risultato | Sede      |
| --------------- | -------------------- | --------- | --------- |
| 24 ottobre 1998 | Cina — Malaysia      | 25-32     | Singapore |
| 26 ottobre 1998 | Cina — Sri Lanka     | 5-43      | Singapore |
| 28 ottobre 1998 | Malaysia — Sri Lanka | 3-44      | Singapore |

#### Classifica
|    | Squadra   | G | V | N | P | P+ | P- | P±  | PT |
| -- | --------- | - | - | - | - | -- | -- | --- | -- |
| A1 | Sri Lanka | 2 | 2 | 0 | 0 | 85 | 8  | +77 | 4  |
| A2 | Malaysia  | 2 | 1 | 0 | 1 | 37 | 69 | -32 | 2  |
| A3 | Cina      | 2 | 0 | 0 | 2 | 30 | 75 | -45 | 0  |

### Girone B
| Data            | Incontro               | Risultato | Sede      |
| --------------- | ---------------------- | --------- | --------- |
| 24 ottobre 1998 | Singapore — Thailandia | 6-0       | Singapore |
| 26 ottobre 1998 | Singapore — India      | 85-0      | Singapore |
| 28 ottobre 1998 | India — Thailandia     | 6-90      | Singapore |

#### Classifica
|    | Squadra    | G | V | N | P | P+ | P-  | P±   | PT |
| -- | ---------- | - | - | - | - | -- | --- | ---- | -- |
| B1 | Singapore  | 2 | 2 | 0 | 0 | 91 | 0   | +91  | 4  |
| B2 | Thailandia | 2 | 1 | 0 | 1 | 90 | 12  | +78  | 2  |
| B3 | India      | 2 | 0 | 0 | 2 | 6  | 175 | -169 | 0  |

### Finali

#### Finale per il 5º posto
| Singapore 30 ottobre 1998, ore 18 UTC+8 | Cina | 42 – 13 | India |  |

#### Finale per il 3º posto
| Singapore 30 ottobre 1998, ore 20 UTC+8 | Malaysia | 8 – 28 | Thailandia |  |

#### Finale
| Singapore 31 ottobre 1998, ore 18 UTC+8 | Singapore | 42 – 13 | Sri Lanka |  |